# 米拉·萨赫诺夫斯卡娅
米拉·菲利波夫娜·萨赫诺夫斯卡娅（俄语：Мирра Филипповна Сахновская，1897年6月12日—1937年7月31日），原姓格茨，苏联女性军官、情报员、师级指挥官。

## 生平
1918年加入俄罗斯共产党（布尔什维克），参加俄罗斯内战和镇压喀琅施塔得起义。1921年作为第一位也是唯一一位女性就读红军总参军事学院，1924年毕业，进入格鲁乌。1924年至1926年前往中国，化名丘芭列娃在广东担任军事顾问，广东组参谋长并在黄埔军校任教。她在中国从事活动并建立了庞大的特工网络。1926年回国，与军官约瑟夫·萨赫诺夫斯基（也曾在黄埔军校任教，并参与广州部分战役）结婚。1928年12月9日，因托洛茨基主义的罪名被捕，流放西伯利亚。次年该决定被撤销后获释并恢复党籍。1932年，在捷尔任斯基工农红军军事技术学院任职，与师长少将同级，是苏联历史上唯一女性犹太裔将领。1937年4月15日被捕，同年7月31日被处决。1959年10月29日被平反。